# Crête de la Novara
Crête de la Novara (264 m n. m.) je pahorek na ostrově Svatý Pavel v jižní části Indického oceánu. Jedná se o nejvyšší bod ostrova, který je součástí Francouzských jižních a antarktických území. Pahorek tvoří nejvyšší část okraje sopečné kaldery (průměr 1,8 km) zatopené mořskou vodou. Poslední erupce zde byla zaznamenána v roce 1793.